# Lurate Caccivio
Lurate Caccivio é uma comuna italiana da região da Lombardia, província de Como, com cerca de 9.728 (Cens. 2001) habitantes. Estende-se por uma área de 5 km², tendo uma densidade populacional de 1946 hab/km². Faz fronteira com Oltrona S.Mamete.

## Demografia
| Variação demográfica do município entre 1861 e 2011                               |
|                                                                                   |
| Fonte: Istituto Nazionale di Statistica (ISTAT) - Elaboração gráfica da Wikipedia |

## Cidades-irmãs
- Cerchiara di Calabria, Itália
- Fusine, Itália